# Ramot (Golanské výšiny)
Ramot (hebrejsky רָמוֹת, doslova „Výšiny“, v oficiálním přepisu do angličtiny Ramot) je izraelská osada a vesnice typu mošav na Golanských výšinách v Oblastní radě Golan.

## Geografie
Nachází se v nadmořské výšce 10 metrů pod úrovní moře, cca 13 kilometrů severovýchodně od města Tiberias, cca 63 kilometrů východně od Haify a cca 120 kilometrů severovýchodně od centra Tel Avivu.
Ramot je situován v jižní části Golanských výšin, pod svahy, které klesají z náhorní plošiny směrem ke Galilejskému jezeru. Ramot je na dopravní síť Golanských výšin napojena pomocí silnice číslo 92, která vede podél východního břehu Galilejského jezera.

## Dějiny
Ramot leží na Golanských výšinách, které byly dobyty izraelskou armádou v roce 1967 a jsou od té doby cíleně osidlovány Izraelci. Tato obec byla založena v roce 1973. Už v květnu 1969 se ale utvořila skupina budoucích osadníků, která pak nějaký čas provizorně pobývala v prostoru vysídlené syrské vesnice Skufija, která ležela poblíž nynější osady Bnej Jehuda, tedy cca 6 kilometrů jihovýchodním směrem od nynější osady Ramot. Do nynější lokality se osadníci přemístili až roku 1973. Oficiální statistické výkazy uvádějí jako rok založení obce 1970.
Ve zprávě z roku 1977 vypracované pro Senát Spojených států amerických se počet obyvatel v této vesnici odhadoval na 150. Plocha osady byla udávána na 4000 dunamů (4 kilometry čtvereční).Obyvatelé měli blízko k levicové Izraelské straně práce.
Ekonomika Ramot je založena na zemědělství a stále více na turistickém ruchu. Severozápadně od osady stojí velké turistické letovisko s hotelem. V Ramot fungují zařízení předškolní péče o děti. Základní školství je v nedaleké střediskové obci Bnej Jehuda a vyšší vzdělání ve městě Kacrin.

## Demografie
Ramot je osadou se sekulárním obyvatelstvem. Jde o menší sídlo vesnického typu s dlouhodobě stagnující populací. K 31. prosinci 2014 zde žilo 476 lidí. Během roku 2014 klesla populace o 1,9 %.
| Rok            | 1983 | 1995 | 1999 | 2000 | 2001 | 2003 | 2004 | 2005 | 2006 | 2007 | 2008 | 2009 | 2010 | 2011 | 2012 | 2013 | 2014 |
| -------------- | ---- | ---- | ---- | ---- | ---- | ---- | ---- | ---- | ---- | ---- | ---- | ---- | ---- | ---- | ---- | ---- | ---- |
| Počet obyvatel | 331  | 396  | 457  | 476  | 468  | 478  | 472  | 480  | 478  | 487  | 470  | 446  | 453  | 453  | 478  | 485  | 476  |